# Anton Bärnfeind
Anton Bärnfeind (* 31. Mai 1833 in Kobenz; † 19. Februar 1907 ebenda) war Landwirt und Abgeordneter zum Österreichischen Abgeordnetenhaus. Er war auch Besitzer des goldenen Verdienstkreuzes.

## Leben
Seit dem Tod seines Vaters, dem Landwirt Urban Pernfeind im Jahr 1862, war Anton Bärnfeind Landwirt (vulgo Jostbauer) in Kobenz. Den Hof übergab er vor 1895 an seinen Sohn.
Er war von 1870 bis 1896 Mitglied im steiermärkischen Landtag (III., IV., V., VI., VII. Wahlperiode). Bis 1907 war er in der Bezirksvertretung von Knittelfeld und im Bezirksausschuss. Von 1871 bis 1907 war er Bürgermeister von Kobenz.
Anton Bärnfeind war römisch-katholisch und ab 1864 verheiratet mit Susanna Pickl, mit der er 2 Söhne und eine Tochter hatte, wobei ein Sohn jung verstorben ist.

## Politische Funktionen
Anton Bärnfeind war von 1873 bis 1885 Abgeordneter des Abgeordnetenhauses im Reichsrat (V. und VI. Legislaturperiode), Kronland Steiermark, Wählerklasse Landgemeinden 3: Judenburg, Knittelfeld, Obdach, Oberzeiring, Murau, Oberwölz, Neumarkt, Liezen, Rottenmann, St. Gallen, Gröbming, Irdning, Schladming, Aussee.

## Klubmitgliedschaften
Anton Bärnfeind gehörte ab 1873 dem Klub des rechten Zentrums an. Ab dem 19. November 1881 war er im Zentrum-Klub (katholisch-konservativ).